# Венера навпочіпки
Вене́ра навпо́чіпки, Афроді́та навпо́чіпки (фр. Venus accroupie, англ. Crouching Venus, італ. Afrodite accovacciata), також Сидяча Венера або Венера-купальниця — тип статуї, що зображує богиню Венеру у сидячому стані. Богиня сидить навпочіпки, з нахиленим долу правим коліном, прикривши груди рукою і повернувши голову праворуч — немов її застигли під час купання.
Відоме безліч варіантів і копій Венери в різних музеях і колекціях.

## Атрибуція
Тип статуї часто пов'язують зі зіпсованим уривком з «Природничої історії» Плінія Старшого (кн. 36), де він перечисляє скульптури Храму Юпітера Статора в портику Октавії поблизу Форуму. Текст був змінений, щоб згадати «Венеру, що миється, Дойдалсову, і (іншу) стоячу, Поліхармову» (Venerem lavantem sese Daedalsas, stantem Polycharmus). Було доповнено, що перша («не стояча») створена невідомим скульптором Дойдалсом (Дедалсом), можливо, Дойдалсом Бітінійським.

## Античні зразки

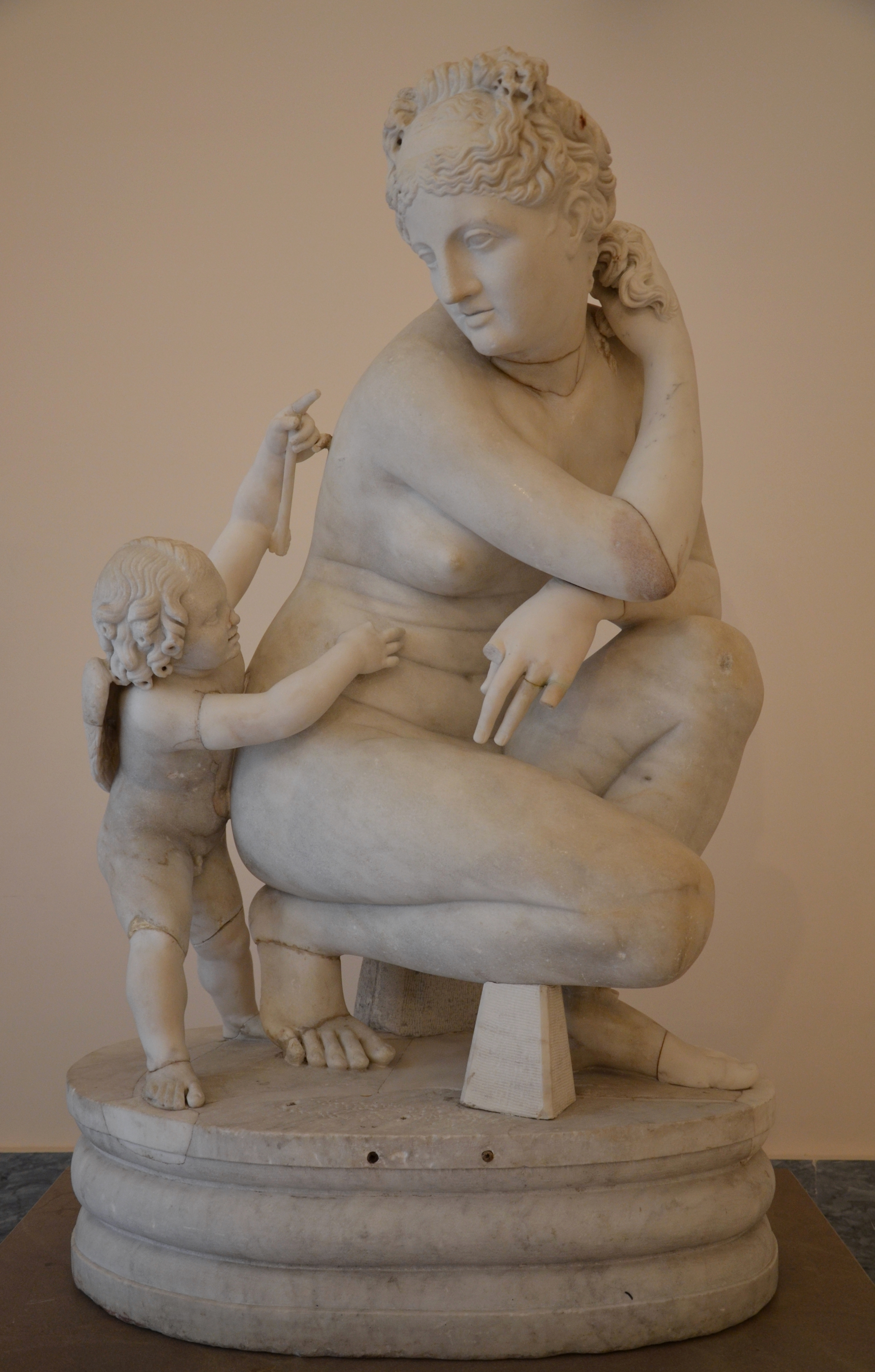
Венера Фарнезе, ІІ ст. н. е.

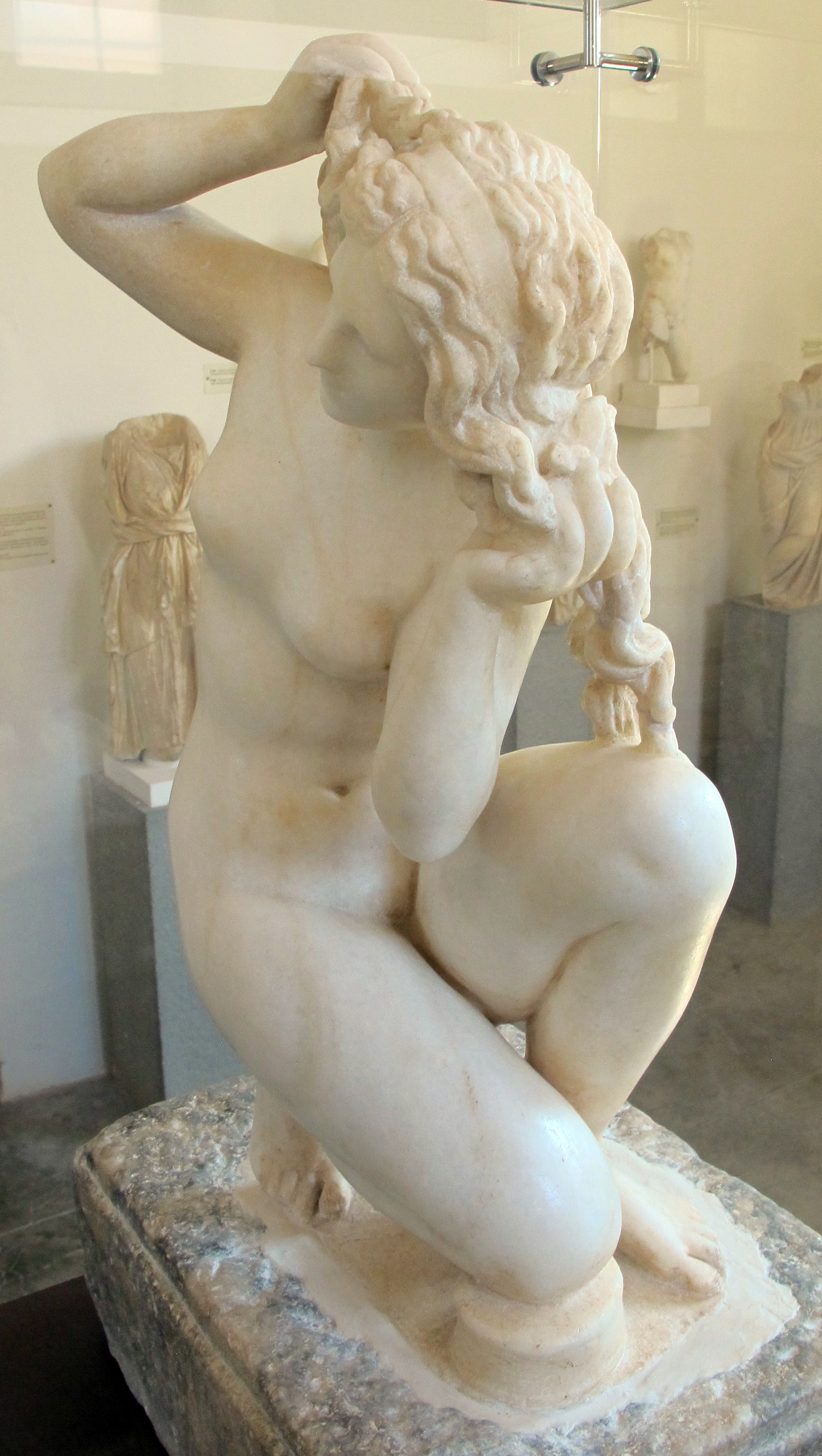
Афродіта навпочіпки Родоська. І ст. до н. е.

- Венера із зібрання Медічі — спочатку на «Вілла Медічі» в Римі, зараз — у Галереї Уффіці
- Венера з колекції мармурів Фарнезе — зараз у Національному археологічному музею в Неаполі. Під час реставрації до статуї додали фігуру Амура.
- Венера з колекції Бергезе (там визначалася як Діана, під час реставрації статуї додали лук у праву руку) — зараз в Луврі. Придбана 1807 року в Камілло Бергезе.
- «Венера Лелі» — римська статуя Антонінської доби. Знаходилася в колекції Гонзага в Мантуї (згадана в опису 1627 року)[2]. Продана в 1627—1628 родиною Гонзага англійському королю Карлу І[3], під час Англійської республіки придбана художником сером Пітером Лелі. У 1682 році, після смерті Лелі, повернулася до Королівського зібрання, зараз — на експозиції в Британському музею.
- Венера, знайдена в Салоні (сучасний Солін поблизу Спліта в Хорватії) — у Ватикані. Під час наполеонівського завоювання Рима відвезена до Франції, повернулася до Ватикану в 1816 році.
- Венера у Луврі — статуя ІІ ст. н. е. з колекції Людовика XIV.
- В'єннська Венера — статуя І–ІІ ст. н. е., знайдена в 1828 році в районі Сент-Коломб на правому березі Рони — стародавній частині В'єнни. Відсутні голова, руки й права ступня. Придбана в 1878 році для Лувру, де Сезанн використав її замальовки під час створення його «Купальниць». Вважалася найліпшою зі статуй цього типу[4].
- Венера, знайдена на розкопках Вілли Адріана в Тіволі в 1920-х роках. Відсутні частина голови і руки. Вважається одним з найкращих зразків типу «Венера навпочіпки». Не реставрувалася, знаходиться в Національному музею Рима («Терми Діоклетіана»).
- Маленька мармурова статуя Афродіти навпочіпки І ст. до н. е. — знайдена на Родосі і зберігається в Родоському археологічному музею. На відміну від інших варіантів статуї, де богиня прикривається руками, ця Венера підіймає волосся руками, просушуючи його і залишаючи груди відкритими. Іноді називається «Афродітою Родоською навпочіпки».
- Відомі маленькі бронзові статуї «Венери навпочіпки». Одна з них знайдена в Сирії, колись була в колекції Жозефа Дюрігелло, потім куплена Галереєю імені Жоржа Петі (Galerie Georges Petit) в Парижі.

## Відродження і Новий час
Первісно статую тлумачили як зображення народження Венери — у момент, коли вона виноситься хвилями на сушу (тип «Афродіта Анадіомена». Інтерпретуючи «Венеру навпочіпки» в такому ключі, до статуї додавали мушлю, на якій сидить богиня: саме так зображена Венера з колекції Медічі на гравюрах Паоло Алессандро Маффея у його «Зібранні античних і сучасних статуй…» (Raccolta di statue antiche e moderni…), що вийшло 1704 року.
- Кілька ренессансних зразків походять з майстерні Джамболоньї і його наступника Антоніо Сузіні (дядька Джованні Франческо Сузіні), серед витворів останнього — одна з колекції Людовика XIV і зберігається в Голбернському музею мистецтв в Баті[5], інша — зі зібрання князя Карла Євсевія фон Ліхтенштейна, залишається в колекції Ліхтенштейнів у палаці на Фюрстенгассе у Відні[6].
- Відомий зразок мармурової «Венери навпочіпки» створений Антуаном Куазево в 1686 для палацу Марлі. Ця скульптура зображує сидячу Венеру не на мушлі, а на черепасі. Майстер так пишався своєю роботою, що навіть вирізьбив на ній ім'я давньогрецького скульптора Фідія разом зі своїм власним. «Венера» так сподобалася Людовику XIV, що він наказав зробити з неї копію в бронзі. Зараз цей мармур знаходиться в Луврі, а бронзова копія — у Версалі.
- Мармурова копія Томмазо Соларі — у парку палацу Казерта поблизу Неаполя.
- «Флора навпочіпки» — статуя Жана-Батиста Карпо (бл. 1873). Знаходиться в музею Гюльбенкяна у Лісабоні. Зображення богині Флори сидячи повторює позу «Венери навпочіпки».

## Галерея

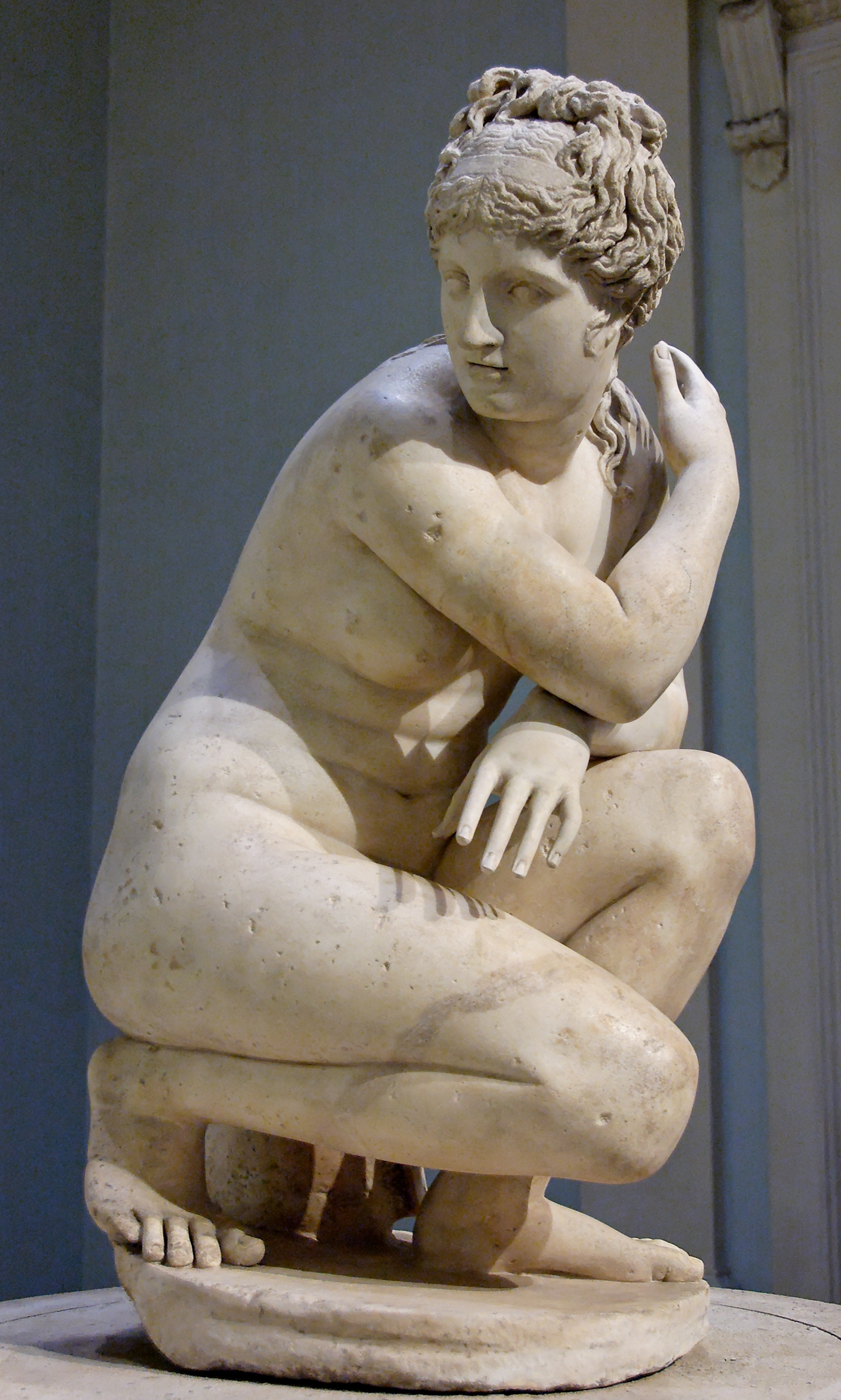
Венера Лелі, Британський музей
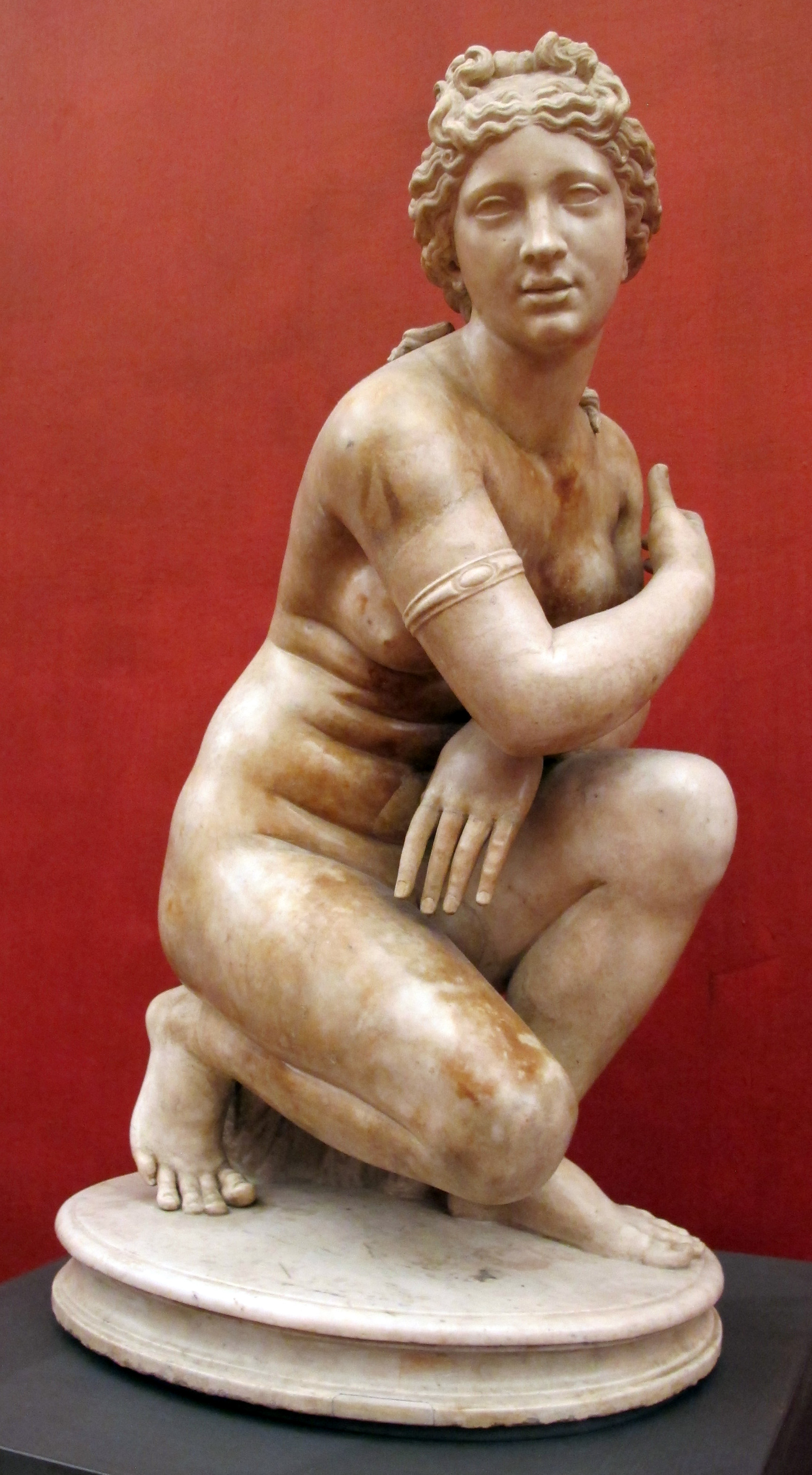
У «Галереї Уффіці»
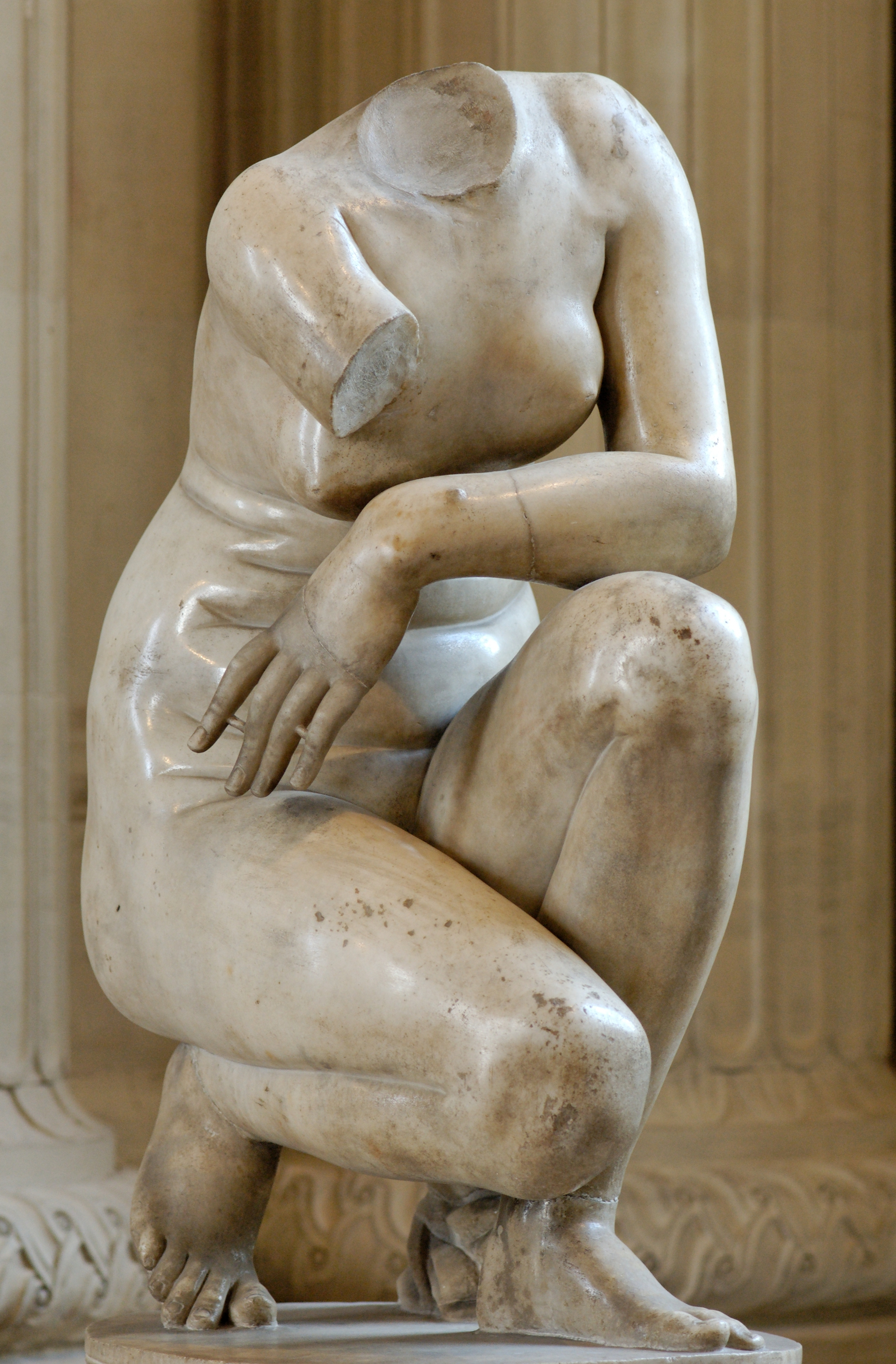
В'єннська Венера, Лувр
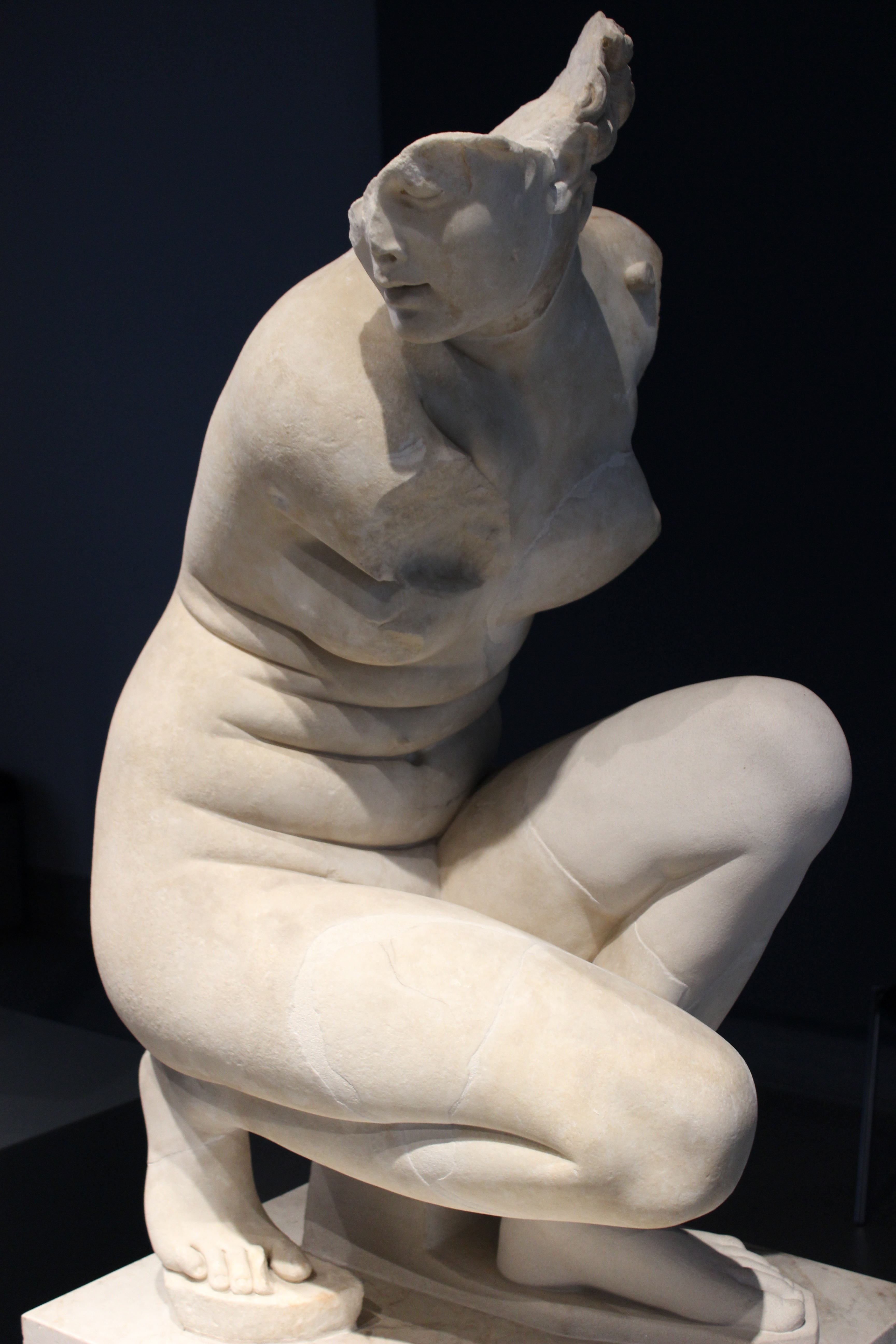
Венера з «Вілли Андріана» Національний музей Рима
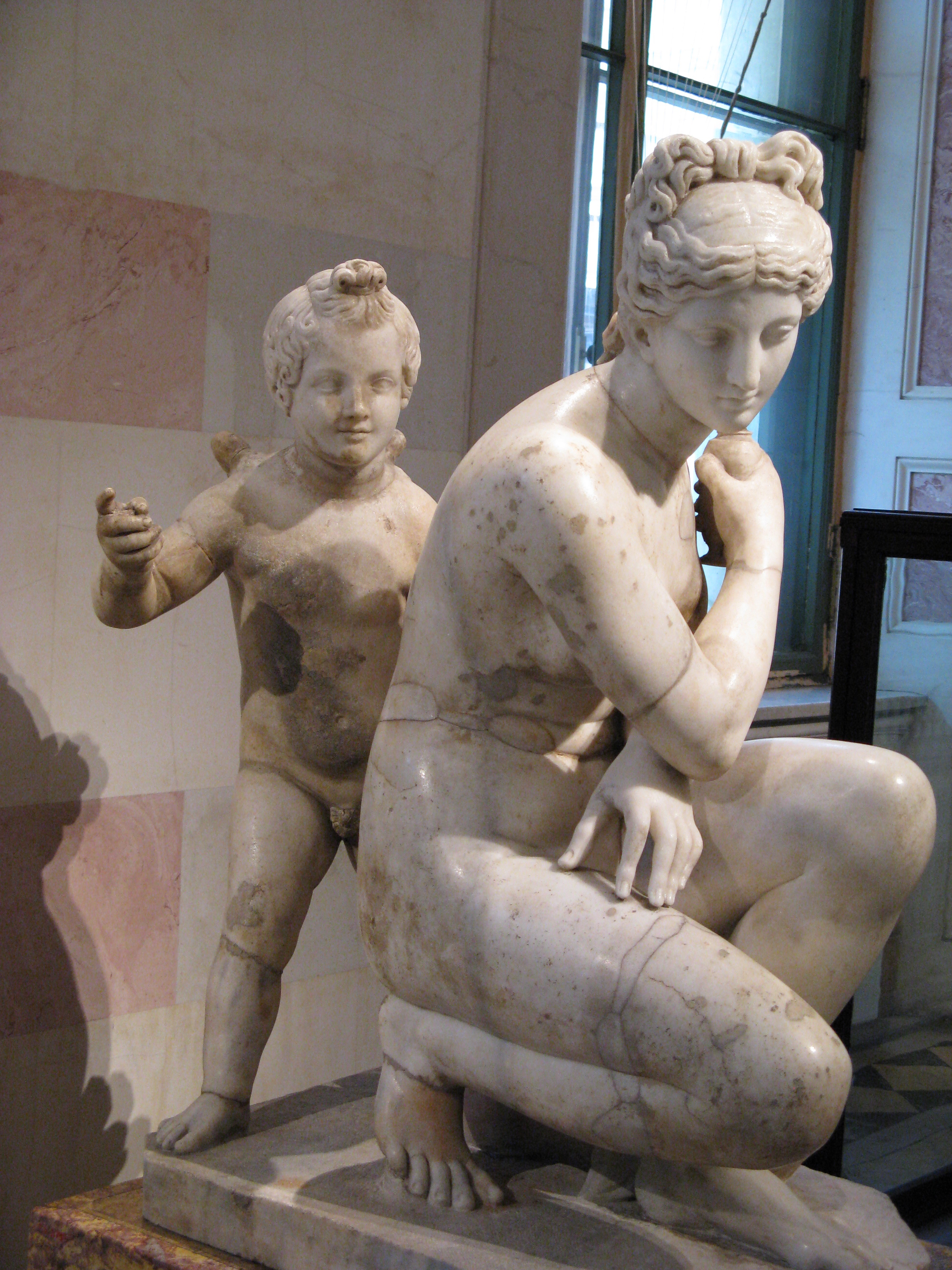
Венера навпочіпки з Амуром, Ермітаж
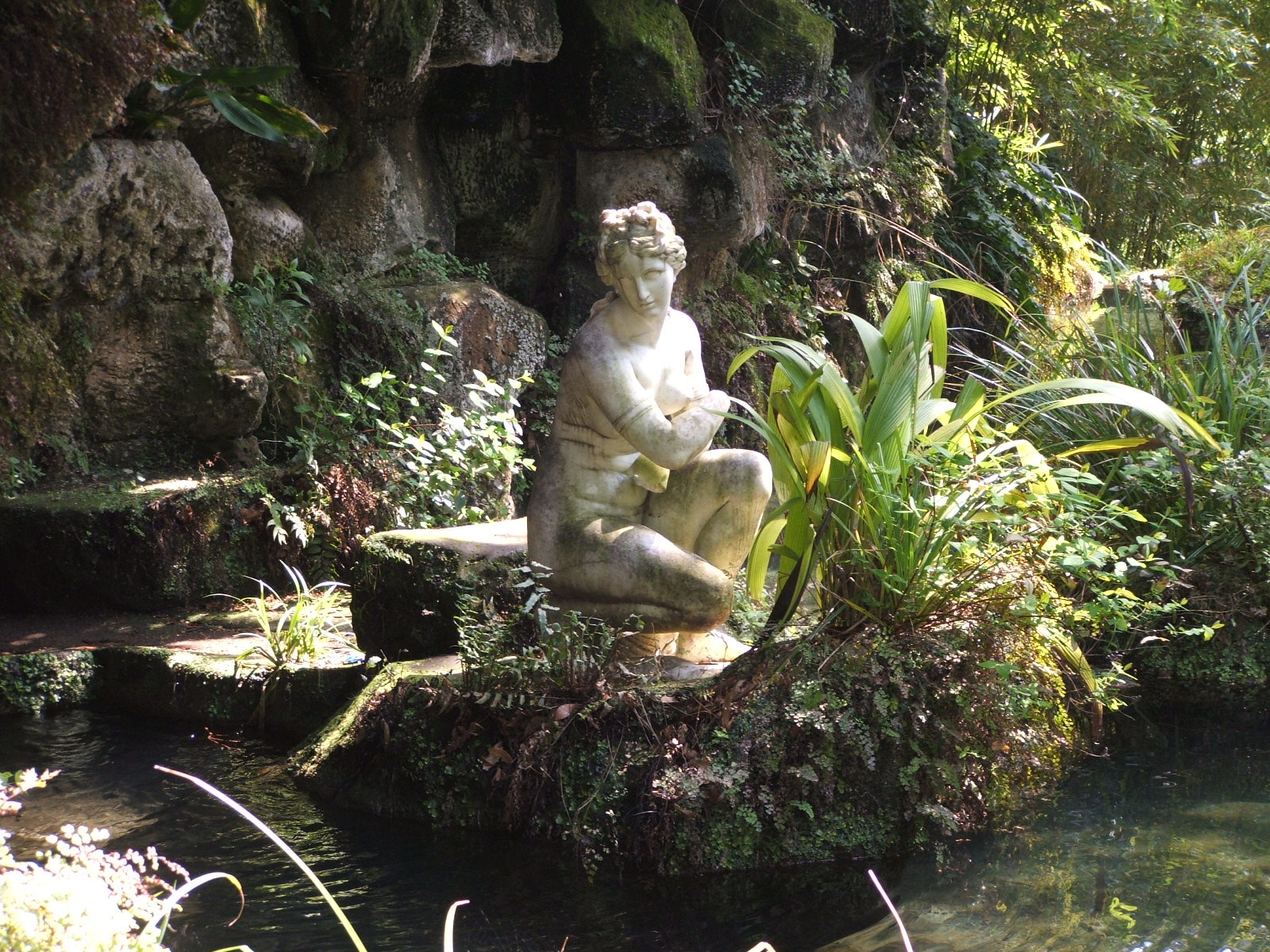
У парку палацу Казерта
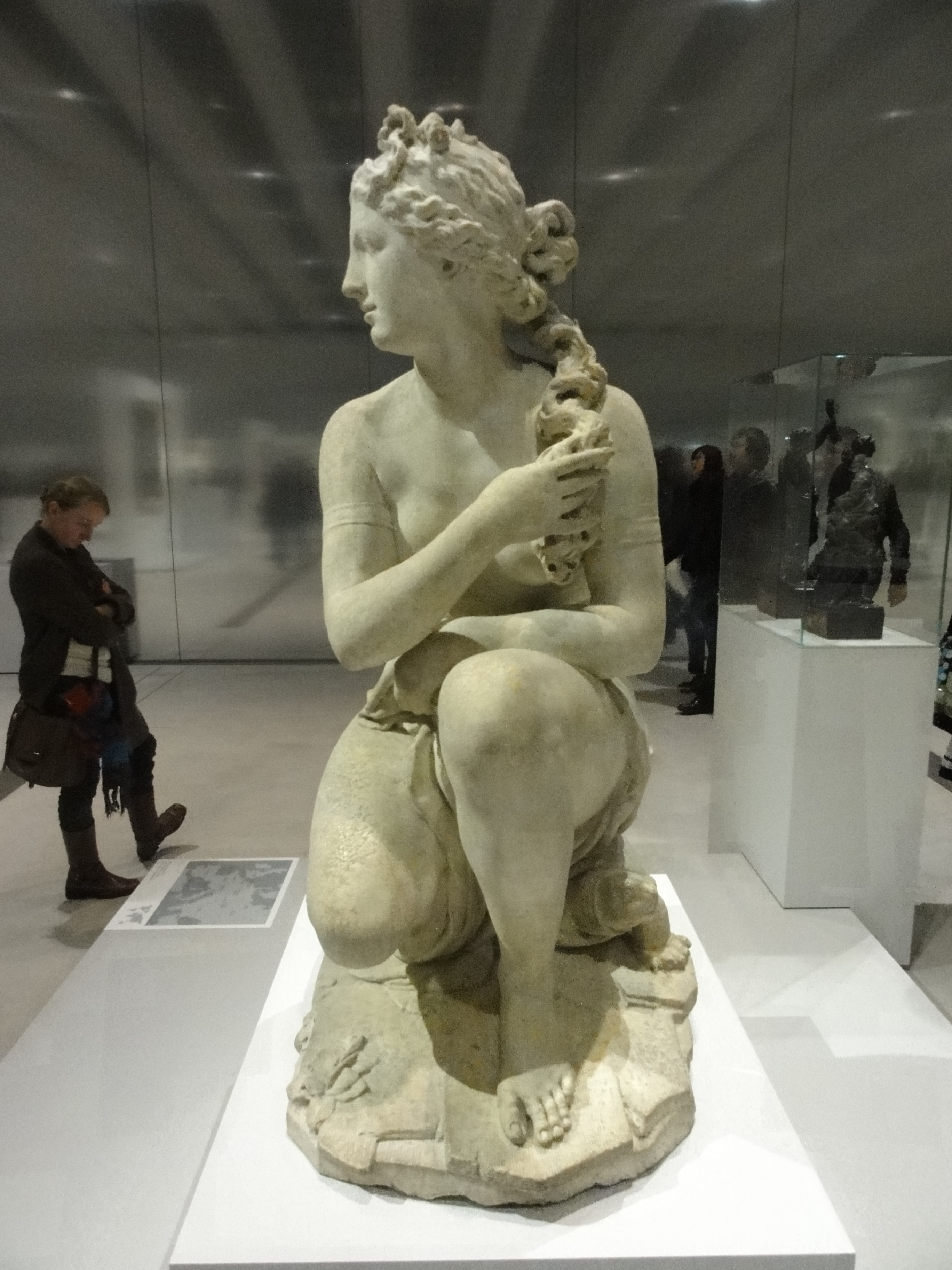
Венера А. Куазево, Лувр